# 次氯酸锂
次氯酸锂是一种无机化合物，化学式为LiOCl。它可由氢氧化锂和氯气反应制得。它受热分解，生成氯化锂和氧气。它可用作氧化剂和漂白剂。